# Rivière-sur-Tarn
Rivière-sur-Tarn é uma comuna francesa na região administrativa de Occitânia, no departamento de Aveyron. Estende-se por uma área de 26,08 km². Em 2010 a comuna tinha 1 063 habitantes (densidade: 40,8 hab./km²).